# Bombardiranje Dresdena
Bombardiranje Dresdena bilo je savezničko zračno bombardiranje grada Dresdena tijekom Drugog svjetskog rata. U četiri napada između 13. i 15. veljače 1945. godine, 722 teška bombardera Kraljevskih zračnih snaga (RAF) te 527 teških bombardera Ratnog zrakoplovstva SAD-a (USAAF) bacilo je više od 3.900 tona visokoeksplozivnih i zapaljivih bombi na grad.

## Pozadina
Na početku Drugog svjetskog rata, Dresden je sa 642.143 stanovnika bio sedmi po veličini grad u Njemačkoj. Grad je do kolovoza 1944. bio pošteđen od zračnih napada, jer je ranije bio van dosega zrakoplovstva, te stoga nije bio meta savezničkih bombardiranja. U jesen 1944. bio je posljednji veliki neoštećeni industrijski grad, i predstavljao je jedno od posljednjih gospodarskih i administrativnih središta Njemačke.
Do početka 1945. nije bio ciljem ozbiljnijih savezničkih zračnih napada. Zbog toga ga se je smatralo najsigurnijim skloništem u Njemačkoj te je zbog istog razloga bio prepun izbjeglica, ranjenika i ratnih zarobljenika. Po procjenama grad je 13. veljače 1945. godine imao oko 1.200.000 stanovnika [nedostaje izvor]. 

## Žrtve
Grad je bio gotovo potpuno razoren i spaljen. Broj žrtava procijenjuje se na 25.000 žitelja Dresdena kao i izbjeglica koji su se tijekom prodora Crvene armije sklonili u grad.

## Recepcije
Neke ekstremno desničarske stranke to savezničko bombardiranje nazivaju "Dresdenskim holokaustom". A za mnoge kritičare je jedan od najvećih savezničkih zločina u Drugom svjetskom ratu.

## Vanjske poveznice
- US Strategic Bombing Survey Summary Report (European War) September 30, 1945
- RAF Museum 1945 Page:"13-14 February"
- Quotes from accounts and sources regarding the bombing
- Alan Forbes on wartime atrocities, Boston Review, October/November 1995
- Reconstruction of the Frauenkirche in Dresden
- Horrific fire-bombing images published, BBC News
- In German, but with a lot of pictures of modern buildings, easy to understand
- The legacy of Dresden